# قابلية الحركة
يُعد مصطلح قابلية الحركة (بالإنجليزية: Motility)‏ مصطلحًا بيولوجيًا يشير إلى قدرة الشيء على التحرك بطريقة تلقائية ونشطة وذلك عن طريق استهلاك الطاقة في هذه العملية. وتُعتبر معظم الحيوانات قادرة على الحركة، ولكن ينطبق المصطلح على الكائنات أحادية الخلية والكائنات متعددة الخلايا البسيطة، فضلاً عن بعض آليات تدفق السوائل في الأعضاء متعددة الخلايا، بالإضافة إلى الحركة في الحيوانات. وعادةً ما تُعرف الحيوانات البحرية القادرة على الحركة باسم السباحة الحرة.
ويقابل الحيوانات القادرة على الحركة الحيوانات اللاطئة.
وقد يشير مصطلح القدرة على الحركة إلى قدرة الكائنات الحية على نقل الغذاء خلال القنوات الهضمية، بمعنى آخر التمعج (حركية القناة الهضمية، حركية الأمعاء، إلخ).

## الحركية على المستوى الخلوي
توجد أنماط مختلفة من الحركية على المستوى الخلوي:
- الحركية السوطية، وهي حركة شبيهة بالسباحة (يمكن ملاحظتها على سبيل المثال في الحيوان المنوي وتقوم بدفعها الضربات المنتظمة لـ السوط (أحياء)، أو في الإشريكية القولونية (إي كولاي) والتي تسبح عن طريق استدارة سوط حلزوني بدائي النواة)
- الحركة الأميبية، وهي حركة شبيهة بالزحف، الأمر الذي يجعل أيضًا عملية السباحة ممكنةً[2][3]
- الحركية المزلقية

يُعد عدد كبير من الخلايا غير متحرك، على سبيل المثال اليرسينية الطاعونية تحت درجة 37 درجة سيلزيوس، والعصوية الرئوية، والشيغيلا.[بحاجة لمصدر]

## الحركات
يمكن أن تكون الحركات:
- على طول مدرج كيميائي (انظر الانجذاب الكيميائي)
- على طول مدرج حراري (انظر الانجذاب الحراري)
- على طول مدرج ضوئي (انظر الانجذاب الضوئي)
- على طول خط المجال المغناطيسي (انظر الانجذاب المغناطيسي)
- على طول المجال الكهربائي (انظر الانجذاب المغناطيسي)
- على طول اتجاه قوة الجاذبية (انظر الانجذاب الثقلي)
- على طول مدرج صلب (انظر الانجذاب الميكانيكي)
- على طول مدرج أماكن التصاق الخلايا (انظر الانجذاب اللمسي)
- على طول الخلايا الأخرى أو البوليميرات الحيوية

## معرض صور

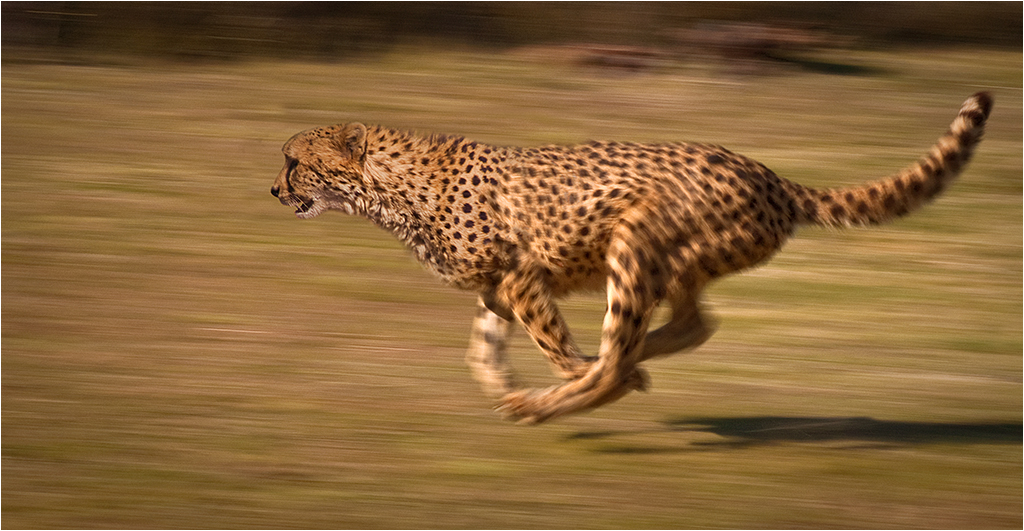
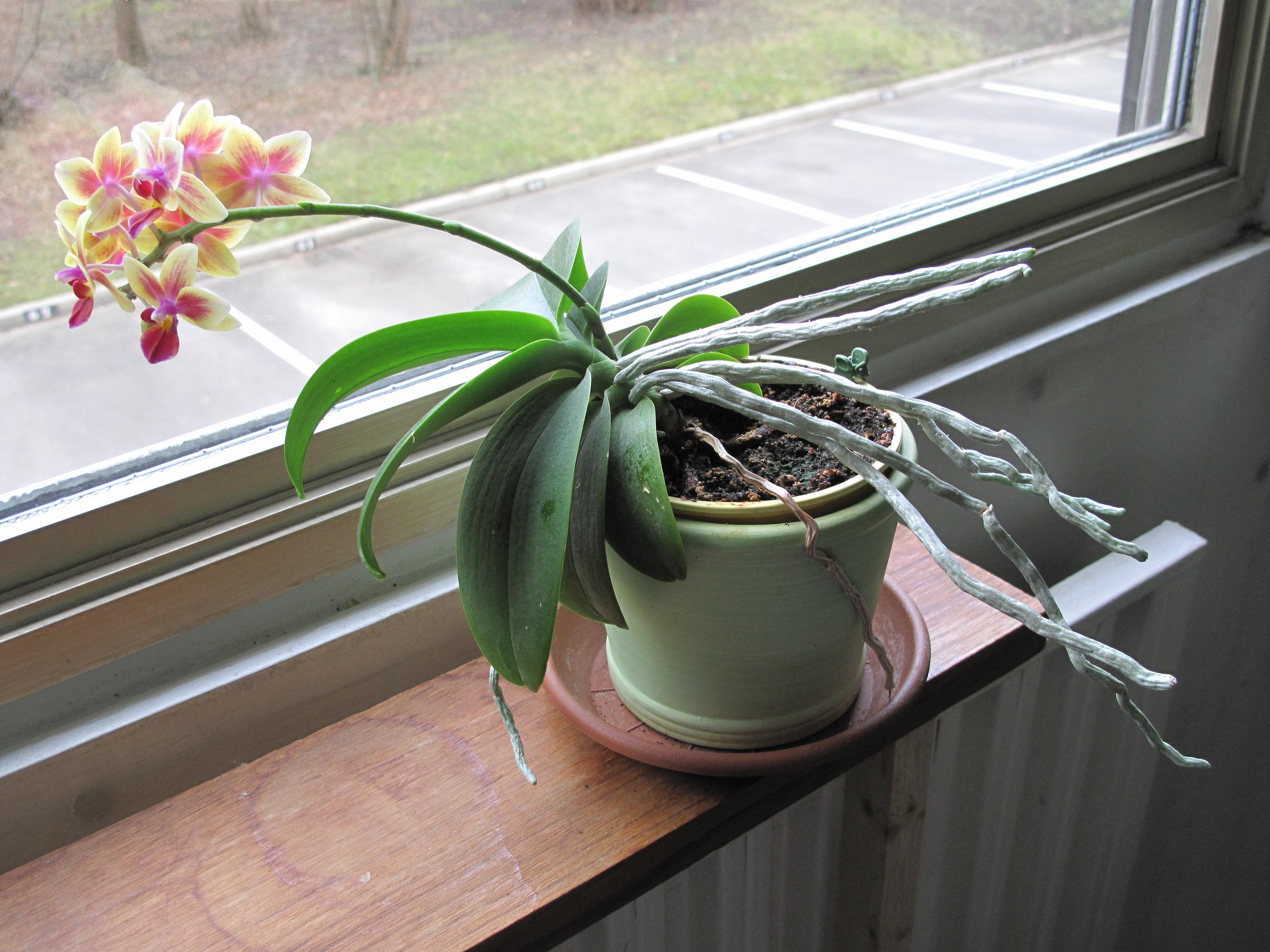
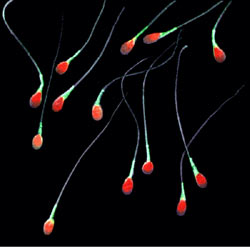